# Niedokrwienie mózgu
Niedokrwienie mózgu (ang. cerebral ischaemia, łac. ischaemia cerebri) – zaburzenie krążenia krwi w mózgu, spowodowane zakrzepem, skurczem lub uszkodzeniem ściany w określonej tętnicy doprowadzającej krew do mózgu, zatorem takiej tętnicy (najczęstsze są zatory sercowopochodne – materiał zatorowy np. skrzeplina pochodzi z jam serca lub tętniczo-tętnicze – materiałem zatorowym jest skrzeplina przyścienna w tętnicy). Niedokrwienie mózgu może dawać objawy przemijające i jeśli wycofują się one w ciągu 24 godzin, to określamy je jako przejściowe niedokrwienie mózgu, czyli TIA, może też spowodować uszkodzenie trwałe i wtedy jest ono określane jako udar mózgu niedokrwienny.